# Neue Pfarrkirche Wattens

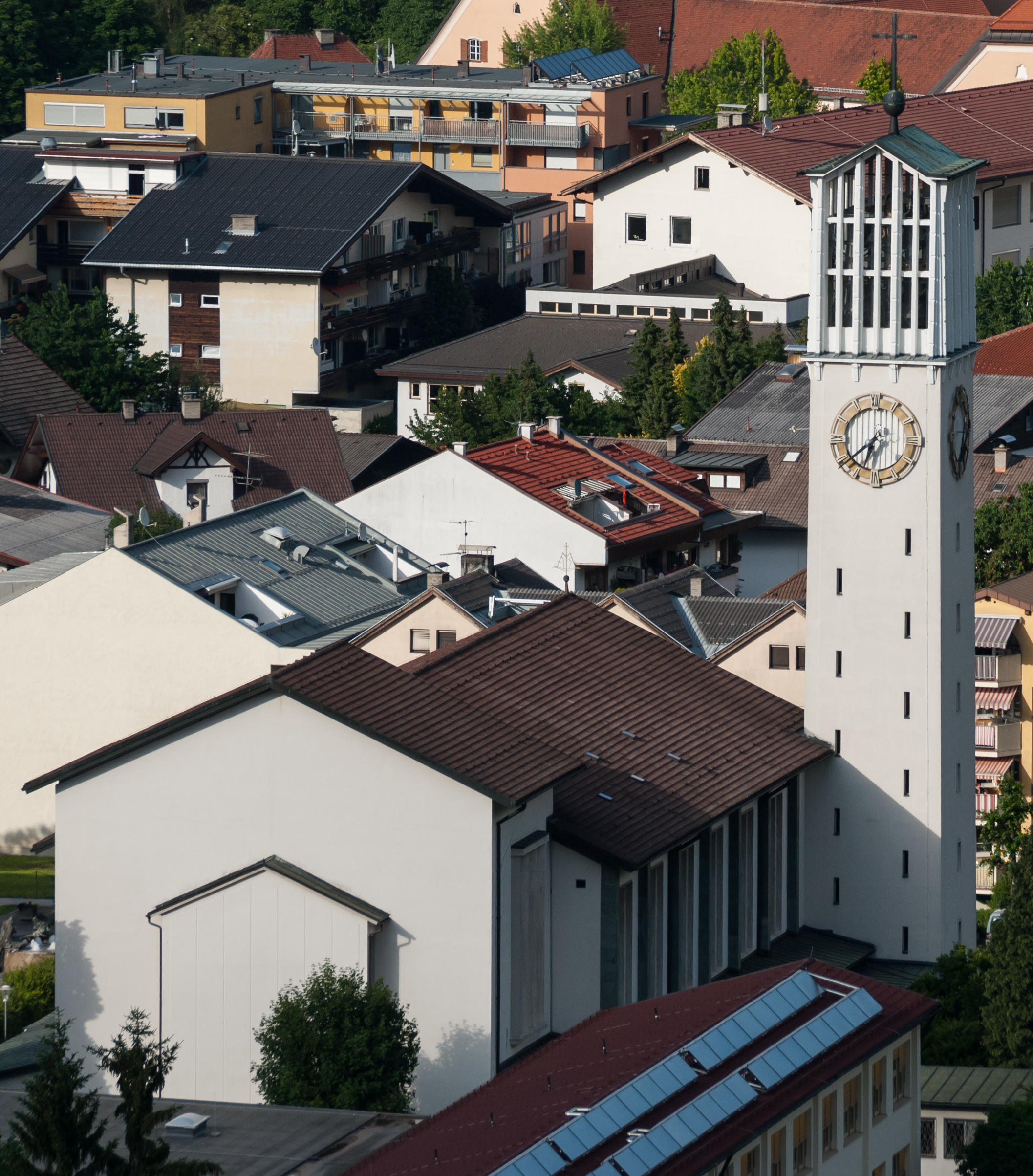
Neu Pfarrkirche Unbefleckte Empfängnis in Wattens

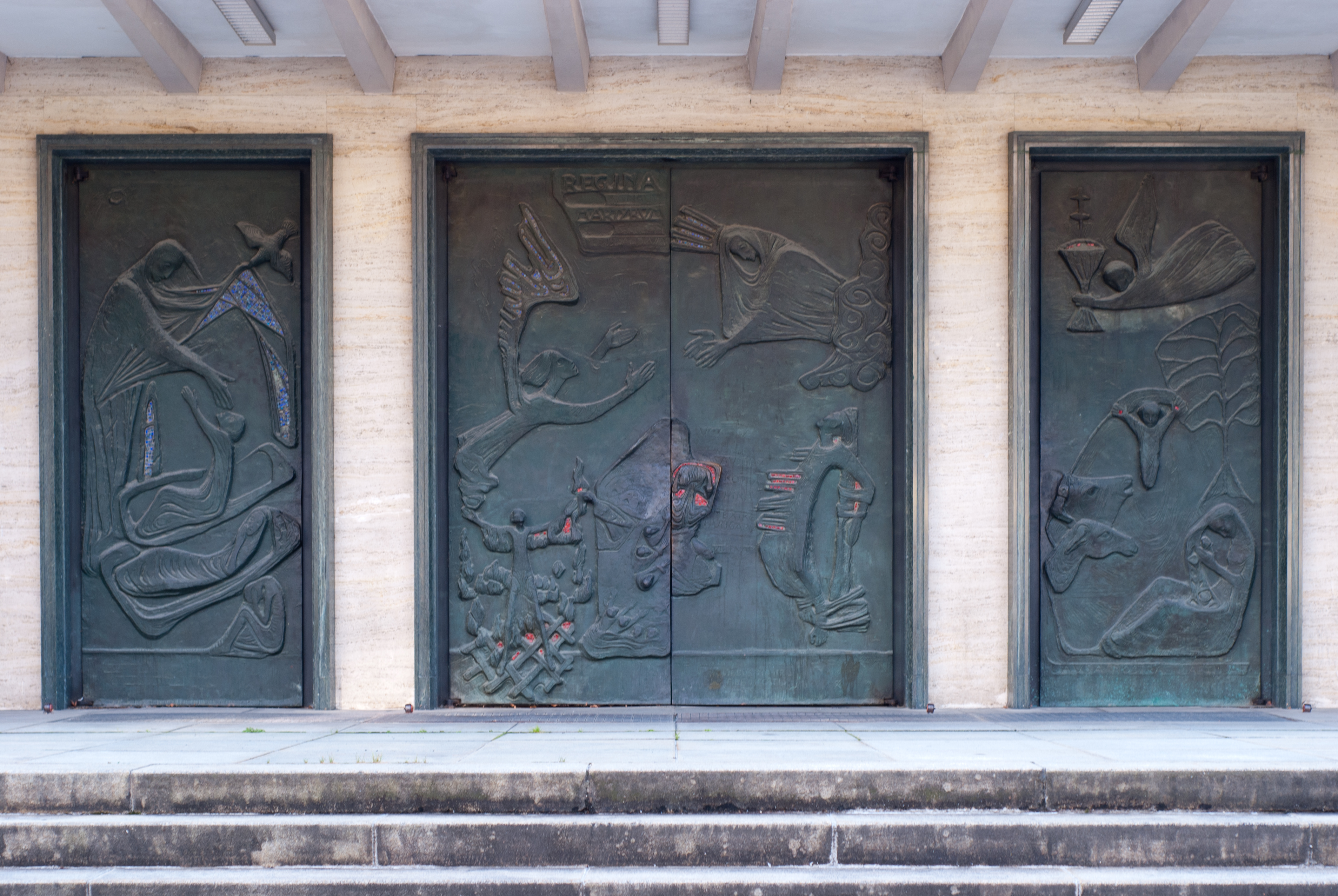
Dreiteiliges Hauptportal

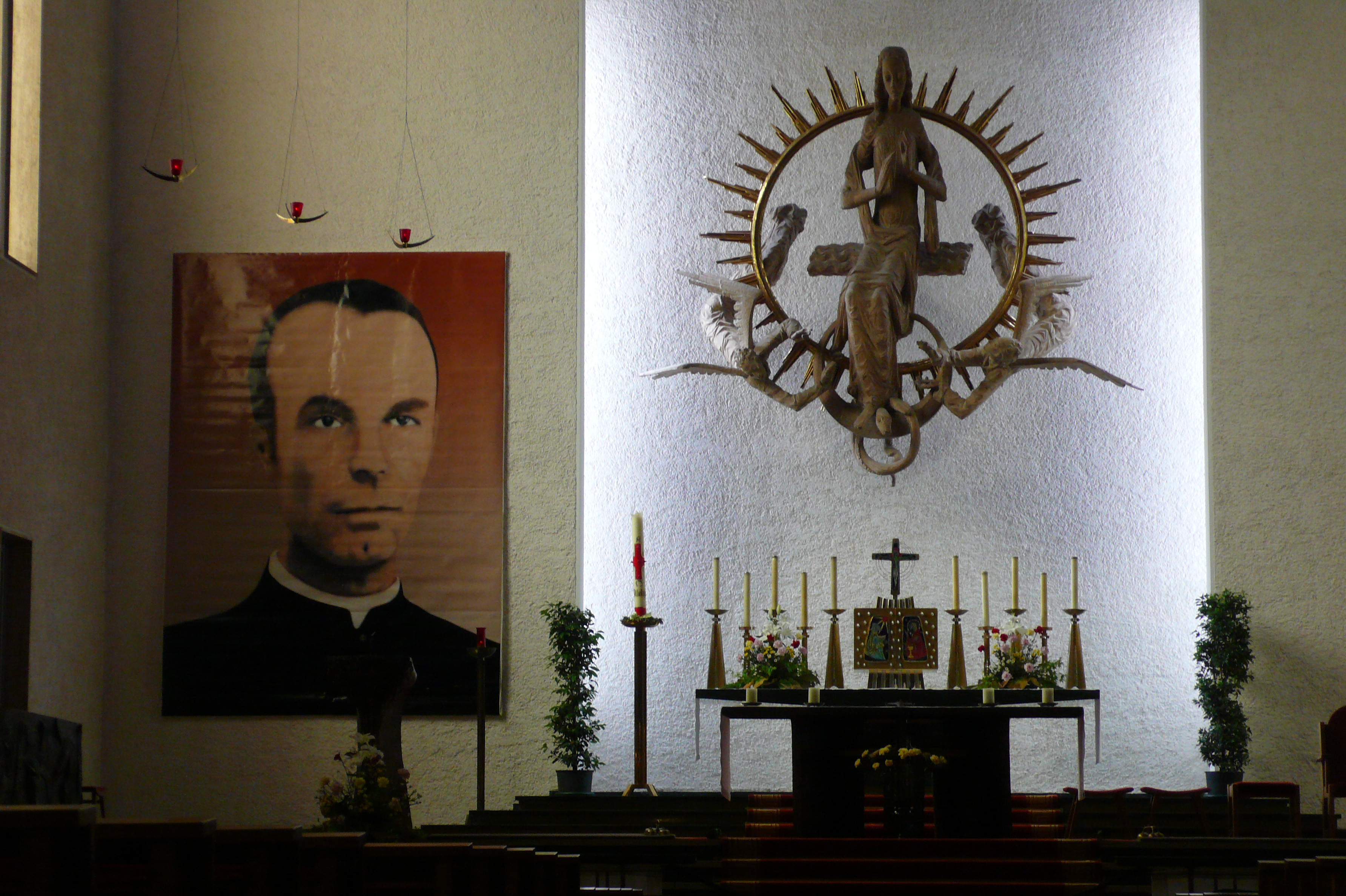
Langhaus, Blick zur Chornische

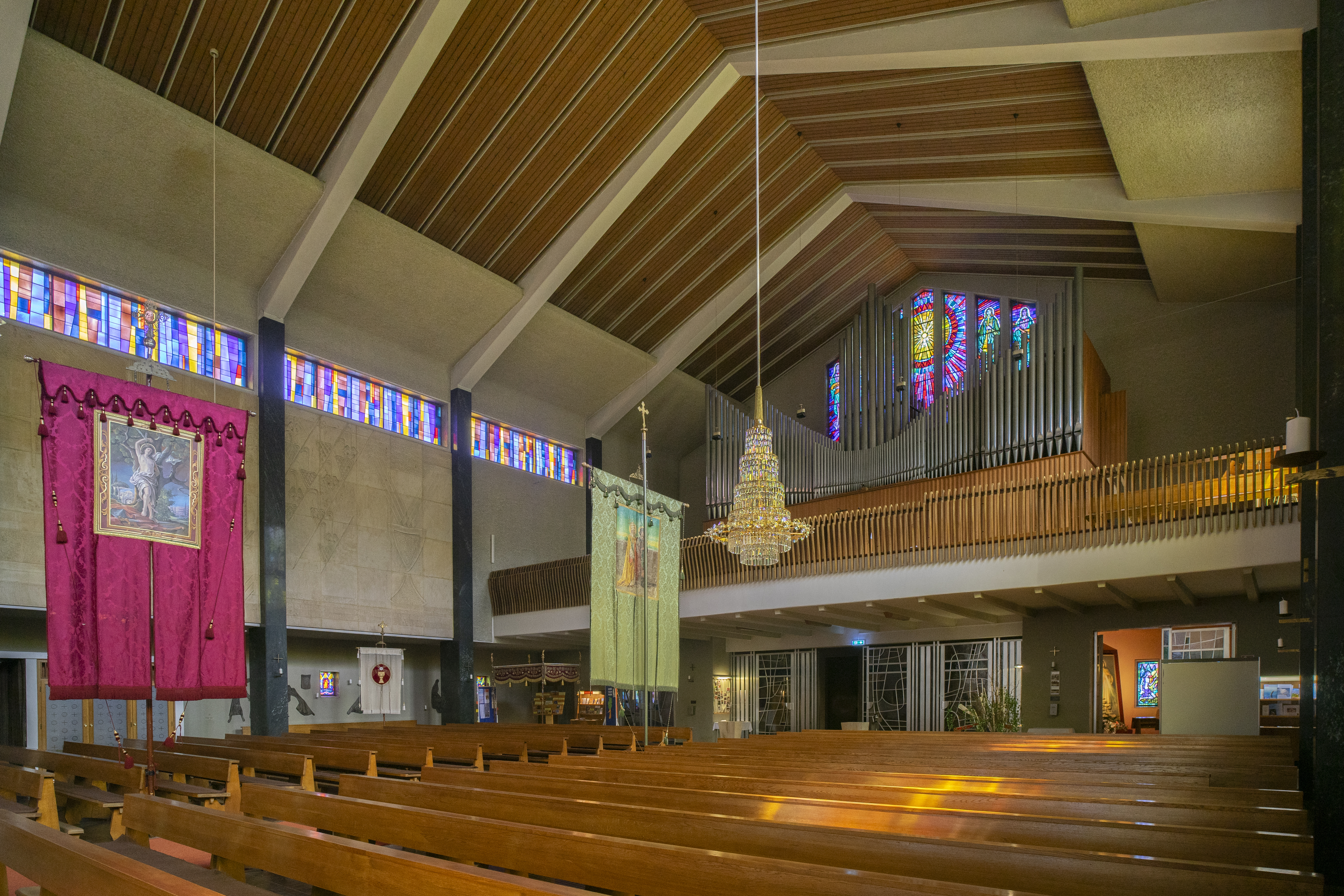
Innenraum mit Orgel

Die römisch-katholische Neue Pfarrkirche Wattens steht in der Marktgemeinde Wattens im Bezirk Innsbruck-Land im Bundesland Tirol. Die dem Patrozinium Unbefleckte Empfängnis unterstellte Pfarrkirche gehört zum Dekanat Schwaz in der Diözese Innsbruck. Die Kirche und das Pfarrzentrum stehen unter Denkmalschutz (Listeneintrag).

## Geschichte
Der Kirchenneubau wurde von 1955 bis 1958 nach den Plänen der Architekten Charlotte und Karl Pfeiler erbaut und 1958 geweiht.

## Architektur
Die Langhauskirche mit einem hohen Südturm hat südlich einen angebauten Arkadenhof mit dem Pfarrhof, Pfarrsaal und Mesnerhaus.
Der rechteckige Kirchenbau unter einem Satteldach hat einen überhöhten rechteckigen Chor mit einer nischenförmigen Apsis. Die südliche Langhausfassade ist in fünf Fensterreihen aufgelöst. Der Südturm hat eine mit Stäben aufgelöste Glockenstube und trägt ein Satteldach. Die östliche Langhausfassade hat ein dreiteiliges Portal mit Bronzetüren mit Reliefs, links Maria als Trösterin der Betrübten und rechts Maria Ursache unserer Freude und mittig Maria als Königin der Märtyrer mit den Heiligen Laurentius, Sabina und Sebastian. Geschaffen wurde das Portal von der Bildhauerin Ilse Glaninger. Über dem Portal befindet sich ein gegliedertes siebenteiliges Fenster.
Das Kircheninnere zeigt eine rechteckige Vorhalle mit Windfängen, seitlich eine Tauf- bzw. Beichtkapelle, darüber befindet sich die Orgelempore. Das Langhaus ist durch grüne Marmorpfeiler gegliedert, seitlich mit seitenschiffartig niedrigen Decken mit kleinen Fenstern, die Holzdecke ruht auf Gewölbeansätzen, der Triumphbogen hat einen dreiseitigen Schluss. Die Kommunionbank zeigt Emaillen von Ilse Glaninger und Margareta Gabrielli 1959. Der eingezogene rechteckige Chor ist überhöht.
Die Glasgemälde schuf Fred Hochschwarzer, das siebenteilige Emporenfenster zeigt musizierende Engel um eine zentrale symbolische Sonne, die Fenster in der Taufkapelle zeigen die Taufe Christi und das Pfingstwunder, die Beichtkapelle den Verlorenen Sohn, die Fenster der Seitenschiffe zeigen Symbole der Lauretanischen Litanei. Glastüren als Windfang und im Chor schuf Margareta Gabrielli 1960.

## Einrichtung

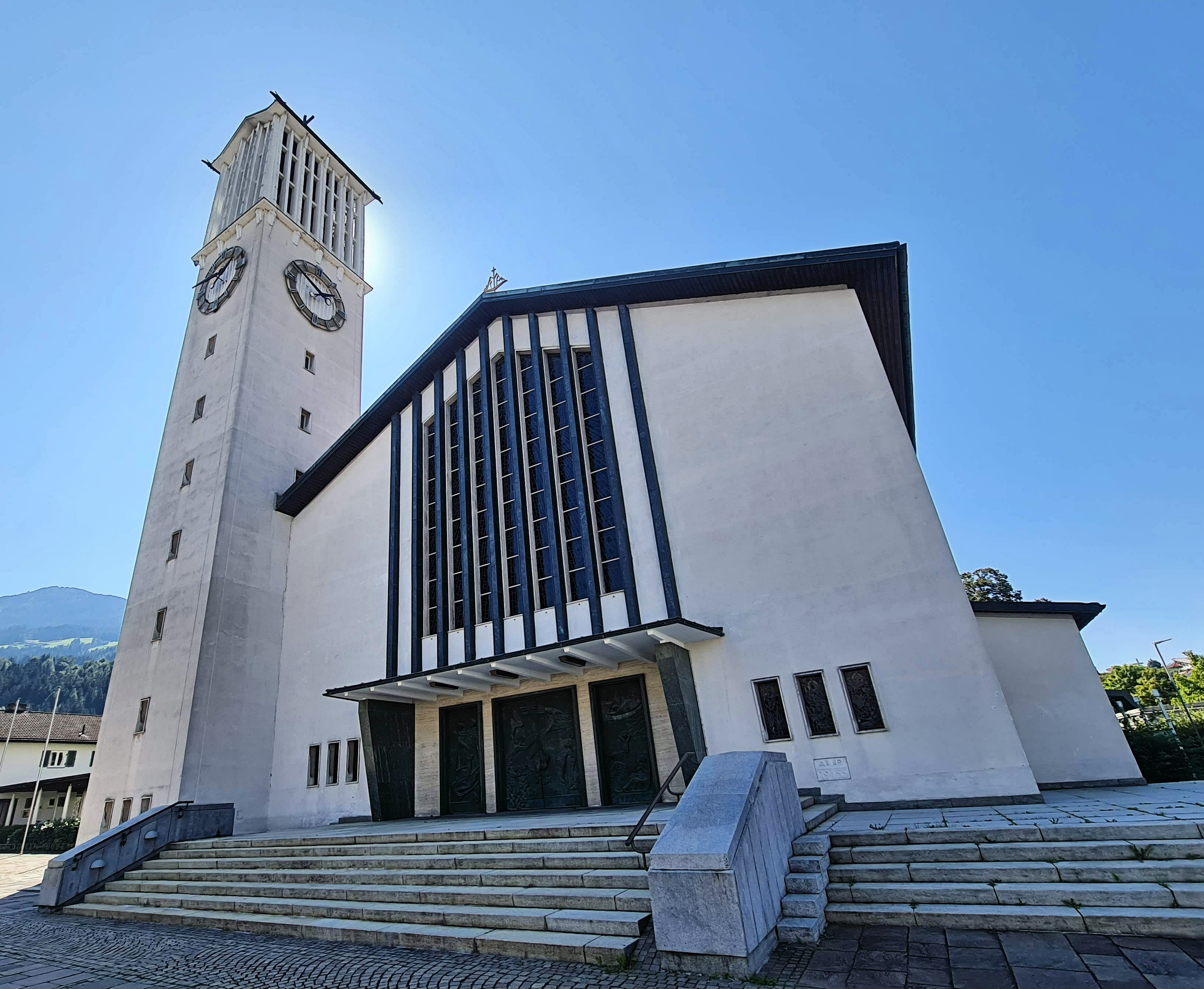
Unbefleckte Empfängnis,
Sommer 2023

Die Altarplastiken schuf Josef Staud, am Hochaltar die Statue Unbefleckte Empfängnis im Strahlenkranz, am linken Seitenaltar Herz Jesu zwischen Maria und Johannes und am rechten Seitenaltar hl. Josef zwischen zwei Arbeitern.
Die Kanzel zeigt auf kupfergetriebenen Relieftafeln Christus und die Zwölf Apostel von Sepp Baumgartner 1958. Der versilberte Deckel des Taufbeckens zeigt die Reliefs Sündenfall, Taufsegen, Eingang in das Himmelreich von Sepp Baumgartner 1958. Die Bronzereliefs an den zwei Ambonen, links die vier Evangelisten, rechts vier Propheten, sowie die Kreuzwegreliefs schuf Ilse Glaninger.
An der nördlichen Seitenschiffwand befindet sich eine Schnitzfigur Gekreuzigter aus dem 17. Jahrhundert, im Gegenüber befindet sich eine plastische Gruppe Maria zwischen Johannes und Maria Magdalena aus dem ersten Viertel des 16. Jahrhunderts.

### Orgel
Die große Orgel auf der rückwärtigen Empore wurde im Jahr 1958 durch die Firma Reinisch-Pirchner (Karl Reinisch's Erben, Inhaber Johann Pirchner) erbaut und stellt den letzten großen Orgelneubau Tirols mit elektropneumatischen Trakturen dar. Das Instrument verfügt über 46 Register, zuzüglich 2 Transmissionen, verteilt auf drei Manuale und Pedal, und ist eine der größten Orgeln in Tirol. Die Disposition wurde von Prof. Karl Benesch entworfen und stellt einen frühen Versuch der „Universalorgel“ mit barocken, sowie romantischen Elementen dar. Das Instrument ist heute noch im Originalzustand von 1958 erhalten. 2025/26 erfolgt eine Generalsanierung durch die Fa. Scheffler.

### Glocken
Das Geläute der Neuen Pfarrkirche Wattens wurde von der Glockengießerei Grassmayr aus Innsbruck im Jahr 1958 gegossen und von der Familie Swarovsky gestiftet. Es stellt mit 6 Glocken auf Basis a° eines der größten und tontiefsten Geläute in Nordtirol dar. Dem damaligen Zeitgeist entsprechend hängen die Glocken in einem Stahlglockenstuhl an gekröpften Stahljochen. Die große Marienglocke, mit knapp 4 Tonnen und 186 cm Durchmesser eine der größten Glocken in Nordtirol, erklingt traditionell nur zu den höchsten Feiertagen. An gewöhnlichen Sonntagen erklingen Teilmotive der kleineren Glocken.

## Unterkirche
Die Unterkirche wurde einheitlich von Max Spielmann eingerichtet, an der Ostwand ein Mosaik mit Szenen aus dem Leben Christi sowie Glasfenster mit christlichen Symbolen.